# Virola elongata
Virola elongata (Benth.) Warb. – gatunek rośliny z rodziny muszkatołowcowatych (Myristicaceae). Występuje naturalnie w Kolumbii, Wenezueli, Gujanie, Surinamie, Gujanie Francuskiej, Ekwadorze, Peru, Boliwii oraz Brazylii (w stanach Acre, Amazonas, Mato Grosso, Pará, Rondônia i Roraima). 

## Morfologia
PokrójZimozielone drzewo dorastający do 5–30 m wysokości.
LiścieBlaszka liściowa ma podłużnie eliptyczny kształt, z tępo zakończonym wierzchołkiem.
OwoceZebrane są po 40. Pojedynczy owoc ma kształt od elipsoidalnego do niemal kulistego, osiąga 11–20 mm długości i 10–15 mm szerokości.

## Biologia i ekologia
Rośnie w wilgotnych zielonych lasach oraz zaroślach. Występuje na wysokości do 800 m n.p.m.

## Zastosowanie
Sok z tego drzewa jest stosowany w leczeniu leiszmaniozy.